# Heirbrug
Heirbrug is een wijk in de Belgische stad Lokeren. De wijk ligt ten noordwesten van het stadscentrum, ervan gescheiden door de spoorlijnen. Heirbrug ligt aan een brug over de Durme die ten oosten van de wijk stroomt. Aan de overkant van de Durme ligt de wijk Bergendries. Ten noorden ligt de wijk Werkstede, ten noordwesten Puttenen, ten westen Staakte en ten zuiden Hillare.

## Geschiedenis
Door het gebied liep van west naar oost de heerweg van Gent naar Antwerpen, die hier de rivier de Durme over stak. Aan deze heerweg ontstond een gehucht, dat aan de oversteek van de heerweg over de Durme haar naam ontleedde. Hier liep vanaf de heerweg een straat in zuidelijke richting naar het centrum van Lokeren. Vlak buiten het centrum stak deze straat de Ledebeek over, die iets oostelijker in de Durme uitmondde.
De Ferrariskaart toont hier al een omvangrijk landelijk gehucht Heirbrugge langs de heerweg en de straat naar Lokeren. Tussen Heirbrug en Lokeren toont de kaart verschillende molens. In het zuiden, bij de brug over de Ledebeek, stond de 17de-eeuwse Sint-Annakapel. Ook de Atlas der Buurtwegen uit het midden van de 19de eeuw toont hier nog een gelijkaardige situatie.
Rond 1846 werd de spoorlijn Gent-Antwerpen in west-oostrichting aangelegd in het gebied tussen Heirbrug en Lokeren. De spoorlijn stak de Durme over en in 1856 takte hier in zuidelijke richting ook een spoorlijn naar Dendermonde af.
Het gehucht groeide uit en raakte door verder lintbebouwing met het stadscentrum van Lokeren verbonden. De wijk kreeg een eigen school en werd een zelfstandige parochie. De Sint-Annakerk werd in 1950 opgetrokken. Westelijker dan de oude Heirbrugstraat naar het stadscentrum werd de nieuwe N47 aangelegd voor het doorgaand verkeer.

## Bezienswaardigheden
- De Sint-Annakerk
- De Heirbrugmolen
- De Sint-Annakapel

## Verkeer en vervoer
Van west naar oost loopt de N70 steenweg Gent-Antwerpen. De N47 vertrekt hier in zuidelijke richting als een stuk ringweg om Lokeren.
Door de wijk loopt spoorlijn 59 van Gent naar Antwerpen, maar deze heeft geen station in de wijk.
Deelgemeenten: Daknam · Eksaarde · Lokeren · Moerbeke

Dorpen: Doorslaar · Heiende · Koewacht · Kruisstraat · Oudenbos

Gehuchten: Brandbezen · Bautschoot · Briel · Calaigne · Caudenborm · De Katte · Den Oever · Duivekeet · Eksaardedam · Everslaar · Fortuine · Ganzendries · Lammeken · Heydensveer · Hillare · Hul · Keerken · Keersmakers · Molenhoek · Molsbergen · Naastveld ·  Nieuwpoort · Oosteindeke · Pereboom · Rijssel · Rode Sluis · Scheepken · Staakte · Stenenbrug · Terwest · Turfakkers · Veldeken · Vogelzang · Vossel · Werkstede · Westhoek · Zeveneekskens · Zwarte Sluis

Wijken: Bergendries · Bokslaar · Bloemenwijk · De Kop · Flamigantenwijk · Ledehof · Heirbrug · Lokeren-Zuid · Puttenen · Rozen · Schrijverswijk · Spoele · Stationswijk · Vogelkwijk

Buurten: Kouter · Oude Brug · 't Zand

Belgische gemeenten · Arrondissement Sint-Niklaas · Oost-Vlaanderen · Vlaanderen